# پاین ریج (اکلاهما)
پاین ریج (به انگلیسی: Pine Ridge) یک منطقهٔ مسکونی در ایالات متحده آمریکا است که در شهرستان کدو، اکلاهما واقع شده‌است. پاین ریج ۴۴۵٫۰۱ متر بالاتر از سطح دریا واقع شده‌است.